# Eugnophomyia luctuosa
Eugnophomyia luctuosa är en tvåvingeart som först beskrevs av Osten Sacken 1860.  Eugnophomyia luctuosa ingår i släktet Eugnophomyia och familjen småharkrankar. Inga underarter finns listade i Catalogue of Life.